# Heptene
Die Heptene sind eine Gruppe von ungesättigten chemischen Verbindungen mit der allgemeinen Summenformel C7H14. Die Verbindungen zählen zu den Alkenen und den Kohlenwasserstoffen. Die Doppelbindung zwischen zwei Kohlenstoffatomen kann sich an drei unterschiedlichen Positionen befinden, so dass man drei lineare Strukturisomere unterscheiden kann. Befindet sich die Doppelbindung zwischen dem zweiten und dritten oder zwischen dem dritten und vierten Kohlenstoffatom, kann man zusätzlich zwischen cis- und trans-Isomeren unterscheiden:
- 1-Hepten
- 2-Hepten
  - cis-2-Hepten
  - trans-2-Hepten
- 3-Hepten
  - cis-3-Hepten
  - trans-3-Hepten

Insgesamt gibt es 27 Strukturisomere mit der Summenformel C7H14. Neben den drei strukturisomeren 1-, 2- und 3-Hepten sind dies zehn Methylhexene, zehn Dimethylpentene, drei Ehtylpentene und ein Trimethylbuten.

## Synthese
Heptene werden durch das Dimersol-X-Verfahren erzeugt. Dabei werden mit einem organometallischen Katalysator, der aus einem Nickel-Salz in Kombination mit einer Alkylaluminiumverbindung besteht, Propylen und Butene dimerisiert. Das Produkt ist ein komplexes Gemisch strukturisomerer Verbindungen, wobei typischerweise 2,3-Dimethyl-2-penten mit 27,5 %, 2,4-Dimethyl-2-penten mit 16,5 % und 3,4-Dimethyl-trans-2-penten mit 16,3 % dominieren.

## Eigenschaften
Heptene sind leicht entzündlich und toxisch.

## Verwendung
Heptene werden durch den oxo oder Hydroformylierungsprozess in Octylalkohol umgewandelt, das als Weichmacher zur Herstellung von Polyvinylchlorid verwendet wird.